# Evarts Boutell Greene
Evarts Boutell Greene (* 1870 in Kōbe; † 1947) war ein US-amerikanischer Historiker, spezialisiert auf amerikanische Kolonialgeschichte, die Amerikanische Revolution und den Unabhängigkeitskrieg.
Greene war der Sohn von Missionaren in Japan. Er studierte Geschichte an der Harvard University mit dem Bachelor-Abschluss 1890 und der Promotion 1893. Danach lehrte er an der University of Illinois at Urbana-Champaign, an der er 1906 bis 1913 Dekan des College of Arts and Literature war. 1918 wurde er in die American Academy of Arts and Sciences und 1931 in die American Philosophical Society gewählt. Ab 1923 lehrte er an der Columbia University, an der er 1926 der erste De Witt Clinton Professor für Geschichte war und 1936 bis zu seiner Emeritierung 1939 Vorstand des Instituts für Japanologie.
Zu seinen Doktoranden gehörten Allan Nevins, sein Nachfolger als Clinton Professor an der Columbia University, und Richard B. Morris. Im Jahr 1930 war er Präsident der American Historical Association.
Er war ein Nachfahre von Roger Sherman.

## Schriften
- The Provincial Governor in the English Colonies of North America, Longmans, Green 1898
- Provincial America, 1690–1740, New York: Harper 1905, Greenwood Press 1980
- The Foundations of American Nationality, New York: American Book Company 1922, 2. Auflage 1935
- mit Richard B. Morris: A Guide to the Principal Sources for Early American History (1600–1800) in the City of New York, Columbia University Press 1929
- mit Virginia D. Harrington: American Population before the Federal Census of 1790, Columbia University Press 1932, Baltimore 1993
- The Revolutionary Generation, 1763–1790, Macmillan 1943
- Religion and the state; the making and testing of an American tradition, New York University Press, Oxford University Press 1941